# Synchiropus phaeton
Synchiropus phaeton es una especie de peces de la familia Callionymidae en el orden de los Perciformes.

## Morfología
• Los machos pueden llegar alcanzar los 18 cm de longitud total.

## Alimentación
Come pequeños invertebrados del fondo marino, principalmente gusanos, caracoles y crustáceos. 

## Depredadores
En las Islas Azores es depredado por Conger conger .

## Hábitat
Es un pez de mar y de clima subtropical y demersal que vive entre 80-848 m  de profundidad.

## Distribución geográfica
Se encuentra desde Portugal (incluyendo las Islas Azores) hasta  Gabón y el Mediterráneo. 

## Costumbres
Es territorial y los machos son agresivos los unos con los otros.

## Observaciones
Es inofensivo para los humanos